# Mayday (film)
Mayday – polski film komediowy z 2019 i zarazem serial komediowy, emitowany przez Polsat od 3 do 10 października 2020 roku w soboty o godz. 20:00 i 21:00, w reżyserii Sama Akiny. Adaptacja sztuki teatralnej Raya Cooneya o tym samym tytule.

## Fabuła
Historia Janka Kowalskiego, pechowego taksówkarza-bigamisty z Warszawy, którego szczęśliwe życie u boku dwóch kobiet (Marysi z Rozalina i Basi z Warszawy) przerywa niespodziewany wypadek, podczas którego ginie walizka z pieniędzmi. Następujące po nim lawinowo dziwne zbiegi okoliczności, omyłkowo zrozumiane przez bohaterów wypowiedzi i błędnie zinterpretowane przez nich wydarzenia doprowadzają do absurdalnego zawikłania sytuacji. 

## Obsada[1]
- Piotr Adamczyk jako Jan Kowalski
- Anna Dereszowska jako Barbara Kowalska, żona Jana
- Weronika Książkiewicz jako Maria Kowalska, żona Jana
- Adam Woronowicz jako Staszek, przyjaciel Jana
- Bartosz Porczyk jako Iwo
- Andrzej Grabowski jako Inspektor Piotrkowski
- Krzysztof Czeczot jako Policjant
- Kamil Kula jako Inspektor Biernacki
- Wojciech Czerwiński jako Rafał Guzik
- Tomasz Oświeciński jako Iwan, człowiek Rafała
- Ewa Kasprzyk jako Donata, szefowa Basi
- Radosław Liszewski jako Piosenkarz na weselu
- Sandra Staniszewska jako Panna młoda
- Weekend jako Zespół na weselu
- Tomasz Błasiak
- Mariusz Dąbrowski(inne języki) jako Pan młody
- Maria Kowalik
- Angelika Kurowska jako Pielęgniarka
- Aleksandar Milićević jako Lekarz
- Aleksander Podolak jako Mechanik
- Krzysztof Prałat jako Kasjer na Służewcu
- Rita Weinar(inne języki) jako Siostra panny młodej
- Anna Wodzyńska

## Miniserial
Równolegle z filmem powstał czteroodcinkowy miniserial. Premiera serialu odbyła się 22 sierpnia 2020 w serwisie Ipla, oraz 3 oraz 10 października 2020 w telewizji Polsat.

## Spis odcinków
| Premiera odcinka                        | Nr | Tytuł                      |
| --------------------------------------- | -- | -------------------------- |
|                                         |    |                            |
| Seria pierwsza                          |    |                            |
|                                         |    |                            |
| 22.08.2020 (Ipla) / 03.10.2020 (Polsat) | 01 | Co dwie żony, to nie jedna |
|                                         |    |                            |
| 22.08.2020 (Ipla) / 03.10.2020 (Polsat) | 02 | Każdy kij ma dwa końce     |
|                                         |    |                            |
| 22.08.2020 (Ipla) / 10.10.2020 (Polsat) | 03 | Gdzie kucharek sześć...    |
|                                         |    |                            |
| 22.08.2020 (Ipla) / 10.10.2020 (Polsat) | 04 | Prawda w oczy kole         |